# Ван Чжень (легкоатлет)
Ван Чжень  (кит.: 王 镇, 24 серпня 1991) — китайський легкоатлет, олімпійський чемпіон та медаліст.

## Виступи на Олімпіадах
| Олімпіада   | Дисципліна      | Місце |
| ----------- | --------------- | ----- |
| Лондон 2012 | ходьба на 20 км | 3     |
| Ріо 2016    | ходьба на 20 км | 1     |